# Francisco Morales Bermúdez

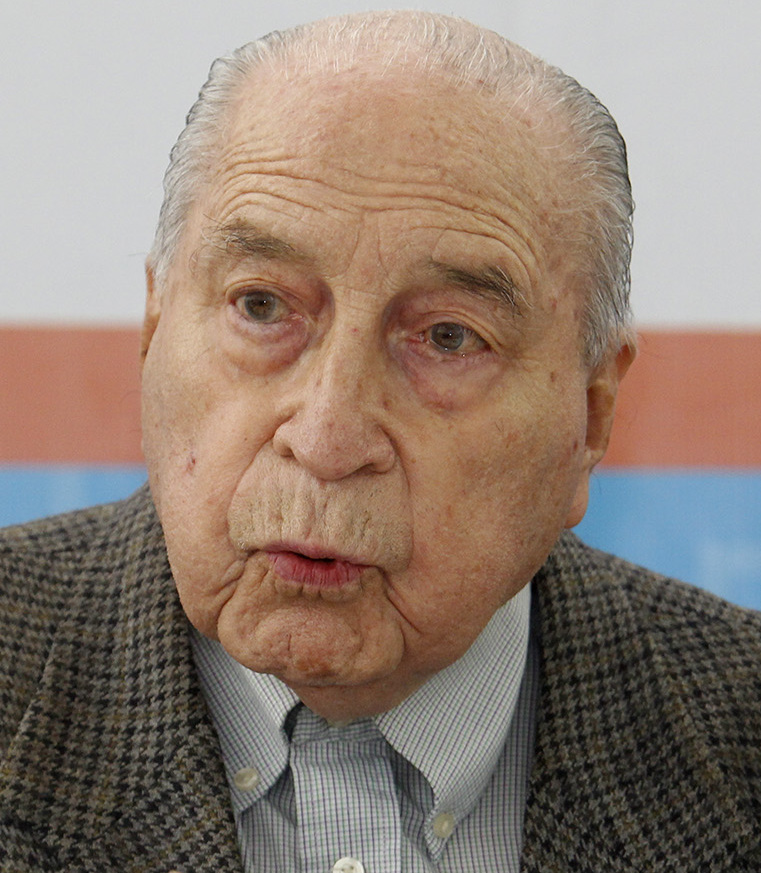
Francisco Morales Bermúdez (2016)

Francisco Morales Bermúdez Cerruti (* 4. Oktober 1921 in Lima; † 14. Juli 2022 ebenda) war ein peruanischer General und Politiker und war von 1975 bis 1980 Präsident des Landes.

## Leben
Francisco Morales Bermúdez wurde 1921 in Lima als Sohn des Colonels Remigio Morales Bermúdez geboren. Er ist der Enkel von Remigio Morales Bermúdez, dem peruanischen Präsidenten von 1890 bis 1894. 1939 ging er zur Ausbildung an die Militärschule von Chorrillos. Nach seinem Abschluss wurde er an das Zentrum für Höhere Militärstudien (Centro de Altos Estudios Militares – CAEM), das einer Generalstabsschule entspricht, beordert.
Er brachte es in den Rang eines Brigadegenerals und wurde 1963 unter dem demokratisch gewählten Präsidenten Fernando Belaúnde Terry Finanzminister. Er musste dieses Amt aber nach zwei Monaten aufgrund interner Querelen der Regierung wieder aufgeben.
Nachdem Belaúnde durch einen Putsch gestürzt worden war, bot die Militärregierung von General Velasco Morales Bermúdez erneut den Posten des Finanzministers an. 1974 wurde er gleichzeitig Ministerpräsident und Verteidigungsminister. Ab Februar 1975 war er zudem Oberkommandierender der peruanischen Streitkräfte. Am 29. August desselben Jahres putschte Morales Bermúdez gegen General Velasco. Am folgenden Tag rief er sich selbst zum Präsidenten aus.

## Präsidentschaft
Die politischen und wirtschaftlichen Reformen unter der Regierung von Morales Bermúdez blieben weitgehend wirkungslos. Morales Bermúdez strebte nach der Übergabe der Macht an eine zivile Regierung. 1978 wurden Wahlen zu einer verfassunggebenden Versammlung abgehalten. Diese verabschiedete 1979 eine neue Verfassung, welche die peruanische Verfassung von 1933 ablöste.
Nach den demokratischen Wahlen von 1980 wurde Morales Bermúdez von Fernando Belaúnde abgelöst, der seine zweite Amtszeit als Präsident antrat. Francisco Morales Bermúdez trat danach noch gelegentlich öffentlich auf und hielt Reden, vor allem zur Lage der Armee. 1985 kandidierte er bei den Präsidentschaftswahlen, erhielt aber weniger als 1 % der Wählerstimmen.

## Strafverfolgung
Am 17. Januar 2017 wurde er in Rom wegen Verbrechen im Rahmen der Operation Condor zu lebenslänglicher Haft verurteilt. Im Februar 2022 wurde eine Berufung abgelehnt und das Urteil bestätigt.